# Expedition 28
Expedition 28 è stata la 28ª missione di lunga durata verso la Stazione spaziale internazionale (ISS).

## Equipaggio
| Ruolo               | Maggio 2011                                 | Giugno – Settembre 2011                     |
| ------------------- | ------------------------------------------- | ------------------------------------------- |
| Comandante          | Andrej Borisenko, Roscosmos Primo volo      | Andrej Borisenko, Roscosmos Primo volo      |
| Ingegnere di volo 1 | Aleksandr Samokutjaev, Roscosmos Primo volo | Aleksandr Samokutjaev, Roscosmos Primo volo |
| Ingegnere di volo 2 | Ronald Garan, NASA Secondo volo             | Ronald Garan, NASA Secondo volo             |
| Ingegnere di volo 3 |                                             | Sergej Volkov, Roscosmos Secondo volo       |
| Ingegnere di volo 4 |                                             | Michael Fossum, NASA Terzo volo             |
| Ingegnere di volo 5 |                                             | Satoshi Furukawa, JAXA Primo volo           |

FonteNASA